# Lepidodactylus listeri
Lepidodactylus listeri este o specie de șopârle din genul Lepidodactylus, familia Gekkonidae, descrisă de Boulenger 1889. A fost clasificată de IUCN ca specie vulnerabilă. Conform Catalogue of Life specia Lepidodactylus listeri nu are subspecii cunoscute.